# Mafana lemairei
Mafana lemairei là một loài bướm đêm trong họ Noctuidae.